# Cylindrepomus rubriceps
Cylindrepomus rubriceps là một loài bọ cánh cứng trong họ Cerambycidae.